# Andrzej Bodył
Andrzej Bodył – polski biolog, dr hab. nauk ścisłych i przyrodniczych, adiunkt Zakładu Biologii, Ewolucji i Ochrony Bezkręgowców Wydziału Nauk Biologicznych Uniwersytetu Wrocławskiego.

## Życiorys
W 1991 ukończył studia biologii środowiskowej na Uniwersytecie Wrocławskim, 18 grudnia 1997 obronił pracę doktorską Analiza procesów nabywania organelli komórkowych na przykładzie złożonych plastydów Chromista i Chlorarachniophyta, 21 listopada 2019 habilitował się na podstawie pracy zatytułowanej Ewolucja plastydów a drogi importu białek u jednokomórkowych organizmów eukariotycznych.
Awansował na stanowisko adiunkta w Zakładzie Biologii, Ewolucji i Ochrony Bezkręgowców na Wydziale Nauk Biologicznych Uniwersytetu Wrocławskiego.
Jest członkiem Rady Dyscypliny Naukowej – Nauk Biologicznych Uniwersytetu Wrocławskiego.